# Koshkonong, Wisconsin
Koshkonong là một thị trấn thuộc quận Jefferson, tiểu bang Wisconsin, Hoa Kỳ. Năm 2010, dân số của thị trấn này là 3.592 người.